# Bestialots Espurnats de la Sagrada Família
Els Bestialots Espurnats de la Sagrada Família són una colla de diables ubicada al barri de la Sagrada Família de Barcelona.
Una de les finalitats de la colla és la promoció i difusió de la cultura tradicional del foc. Per això, des del principi s'ha dedicat a organitzar i oferir tallers infantils i espectacles, així com a organitzar les activitats de foc de la Festa Major de la Sagrada Família i de la Festa de Tardor.

## Història
La colla de diables dels Bestialots Espurnats de la Sagrada Família va néixer el mes de novembre de l'any 2008, gràcies a un grup de gent vinculada a unes altres entitats culturals del districte. Va ser durant les festes del barri que la colla va rebre el bateig de foc, apadrinada pels diables de les Fures de Can Baró i pel drac Farfolla de la Sagrada Família.
La llegenda diu que els Bestialots Espurnats van sorgir, de l'infern que s'amaga sota el temple de la Sagrada Família.
Des de l'any 2009 fins a l'any 2016 la colla participa activament en la revetlla de Sant Joan, celebració que va ajudar a recuperar.
L'any 2010 va prendre part per primera vegada en el correfoc de la Mercè. i continua participant com a membre de la coordinadora de diables de Barcelona.
El 2011 els Bestialots Espurnats de la Sagrada Família van incorporar la figura de Llucifer, un personatge que s'identifica per la capa i la màscara, que el 2012 van dotar també d'un ceptrot.
Des del 2014 fins a l'any 2016 van comptar amb el grup de percussió Insomnia Batucada a les seves actuacions.

## Tipus de vestits
Els membres de la colla vesteixen un conjunt de dues peces amb base negra. La casaca va ornamentada amb flames de color groc i vermell que arrenquen de la part inferior i s'enfilen cap al pit i que també se situen el final de les mànigues. La peça porta la caputxa incorporada, guarnida amb banyes o cresta que baixa per l'esquena, ambdues de color vermell. A la part inferior del cos porten pantalons també de color negre amb la mateixa decoració a la part inferior dels laterals dels camalls. Porten sabates de color fosc.
Lucífer va vestit com la resta del grup, però es distingeix pel fet de portar damunt les espatlles una capa negra amb flames vermelles i taronges a la part inferior, que es col·loca per sobre del vestit de diable.

## Correfocs del barri
Juntament amb el drac Farfolla, els Bestialots Espurnats organitzen dos correfocs a l'any al barri de la Sagrada Família sota el paraigües de la coordinadora del barri de Sagrada Família:
- Festa Major, a l'abril

- Festes de Tardor, a l'octubre